# South Brent
South Brent est un village et une paroisse civile du Devon, situé dans le sud-ouest de l'Angleterre. Au moment du recensement de 2011, sa population était de 2 822 habitants.